# Volna

Volna

Volna (em cirílico: Волна; ‘onda’) é o míssil balístico lançado de submarino soviético RSM-50 ou SS-N-18, depois que começaram a fazer voos suborbitais civis e de lançamentos de satélites.

## Contexto
O míssil pode ser lançado de um submarino submerso. Ele inclui três fases do voo. As duas primeiras etapas usam dimetil-hidrazina assimétrica e tetróxido de nitrogênio como combustível. A terceira etapa, que é utilizada apenas para lançamentos orbitais, usa combustível sólido. Teoricamente, como pode ser iniciado a partir de uma plataforma móvel, o foguete pode transportar até 115 kg de carga útil se o lançamento é feito a partir de posições próximas ao Equador. No entanto, devido à necessidade de controlar os lançamento a partir de terra, todos os lançamentos a data em que foram feitos a partir do Mar de Barents, o que reduz a carga para 50 kg.

## Histórico de lançamento
O primeiro lançamento orbital do Volna foi realizado em 21 de junho de 2005 para entregar o satélite Cosmos 1. De acordo com a Marinha russa, durante a primeira etapa o motor foi desligado após 83 minutos de voo depois do motor principal falhar. Os Volna são fabricados no Centro de Projeto de Foguetes Makeyev, na região de Chelyabinsk, nos Montes Urais.